# Bahia (album)
Bahia è un disco jazz pubblicato dall'etichetta Prestige Records nel 1965, inciso dal sassofonista statunitense John Coltrane.

## Descrizione
Il disco venne assemblato mettendo insieme diverso materiale rimasto in precedenza inedito proveniente da due separate sedute di registrazione che avevano avuto luogo negli studi di Rudy Van Gelder nel 1958. Dato che la fama di Coltrane si stava velocemente ampliando durante gli anni sessanta, la Prestige, etichetta per la quale Coltrane non incideva più da tempo, sfruttò queste registrazioni rimaste sepolte nei loro archivi per creare un nuovo album da sfruttare commercialmente senza l'autorizzazione o almeno l'approvazione artistica del musicista.

## Tracce
1. Bahia – 6:15
2. Goldboro Express – 4:41
3. My Ideal – 7:30
4. I'm a Dreamer, Aren't We All – 6:59
5. Something I Dreamed Last Night – 10:48

## Crediti
- John Coltrane —  sax tenore
- Wilbur Harden — fliscorno, tromba (tracce 3, 4)
- Freddie Hubbard — tromba (traccia 5)
- Red Garland — pianoforte (tracce 1, 3-5)
- Paul Chambers — contrabbasso
- Art Taylor — batteria (tracce 1-2,5)
- Jimmy Cobb — batteria (tracce 3-4)